# Morgan (rasa koni)

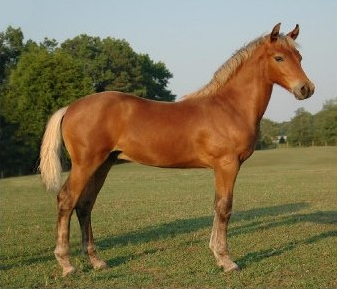
Koń rasy Morgan

Morgan – jedna z najstarszych i najbardziej popularnych ras koni wierzchowych i pociągowych w Ameryce Północnej. Wszystkie Morgany wywodzą się od jednego ogiera imieniem Figure, urodzonego w 1789 w West Springfield, Massachusetts, którego w 1795 nabył nauczyciel Justin Morgan. Znany dalej pod imieniem swego nowego właściciela, Justin Morgan o wysokości w kłębie 153 cm był nie tylko ciężko pracującym koniem roboczym, ale startował również w wyścigach, pod siodłem i w zaprzęgu, a także w konkurencjach pociągowych i wielokrotnie wygrywał.

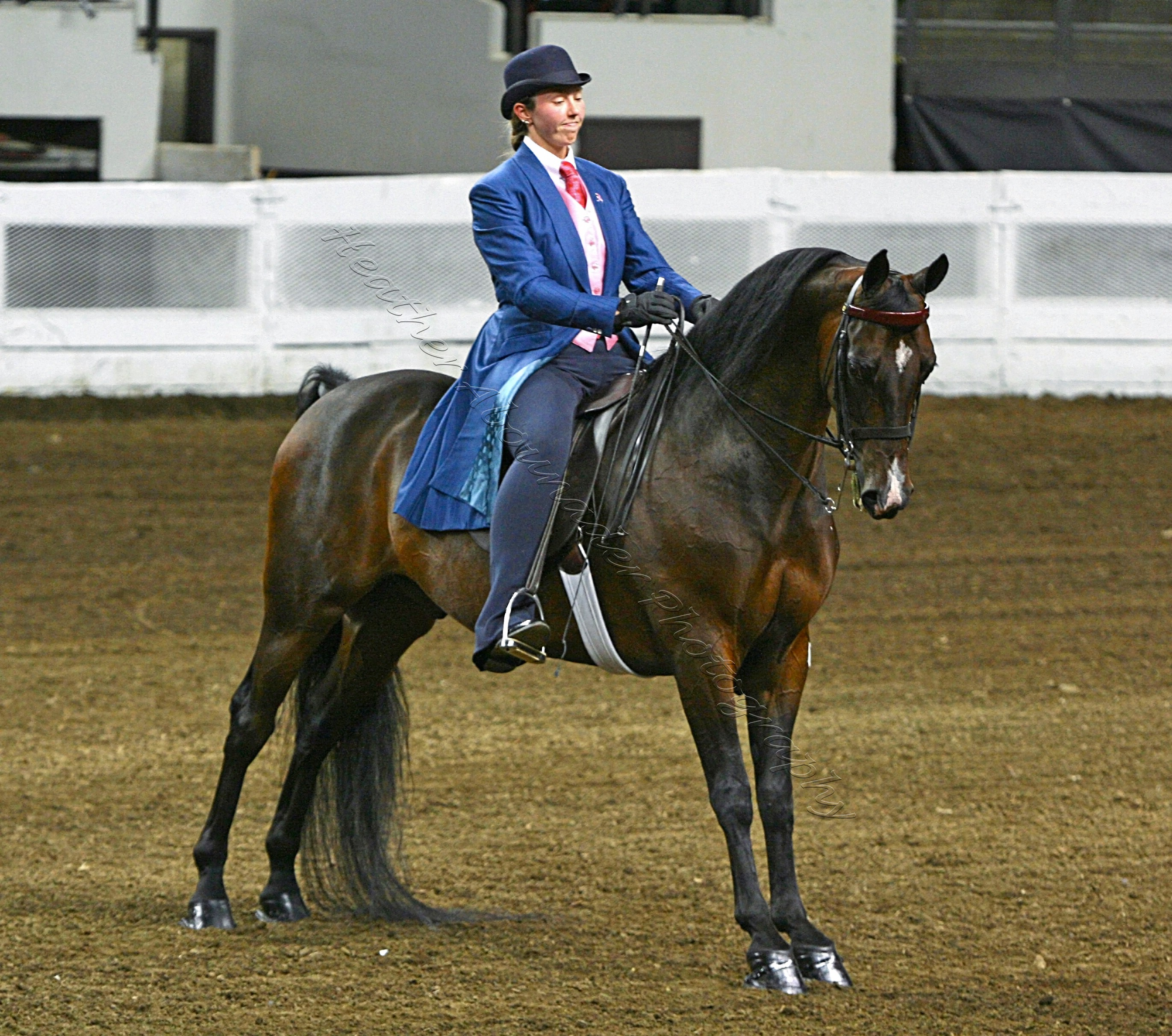
Morgan podczas pokazu

Był używany do krycia klaczy. Przekazywał potomstwu swoją budowę, wytrzymałość, wolę działania i lojalność wobec człowieka bez względu na typ krytej klaczy. Przekazywał także wzrost, kształt głowy i często ciemnobrązowe umaszczenie. Padł w wieku 32 lat po zainfekowaniu rany powstałej na padoku.
Jest ojcem wielu źrebiąt, a najważniejsze z nich to ogiery: Sherman, Bulrush i Woodbury, od których wywodzą się wszystkie Morgany zarejestrowane w Rejestrze Morganów założonym w 1909.
Żaden inny koń tamtych czasów nie był tak wszechstronny jak Koń Morgana: nadawał się do pracy, był doskonałym koniem do zaprzęgu i jazdy wierzchem, koniem wojskowym, z którego mogli korzystać zarówno szeregowi żołnierze, jak i oficerowie, a nawet prezydenci podczas parad. Ponadto był łatwy w obsłudze codziennej. Miasta wkrótce stały się nie do wyobrażenia bez wizerunku Morgana przed powozem, Morgany były końmi wybieranymi na każdą okazję, a zainteresowanie tymi końmi stale rosło i utrzymuje się do dzisiaj (20 sierpnia 2007 było około 108 000 zarejestrowanych Morganów).

## Pokrój
Koń muskularnej budowy, wysokość w kłębie waha się od 140 do 152 cm. Bardzo bujna, powiewna grzywa i ogon, maść gniada, kara, skarogniada i kasztanowata, maści siwa i srokata są niedopuszczalne. Morgany są końmi bystrymi i dzielnymi, bardzo efektownie się prezentującymi, jednak łatwymi do prowadzenia, a przy tym bardzo wszechstronnymi. Jego klatka piersiowa jest szeroka tak jak krótki i mocny grzbiet. Ponadto ma bardzo potężne łopatki, szyję wygiętą w łuk i atrakcyjną głowę.
Obecnie morgany są popularnymi końmi pokazowymi, użytkowane są jako wierzchowce myśliwskie (huntery), skoczki, konie ujeżdżeniowe, zaprzęgowe, a także do jazdy w stylu western i do rekreacji.